# Karl Ploetz
Karl Julius Ploetz, född 8 juli 1819 i Berlin, död 6 februari 1881 i Görlitz, var en tysk skolman.
Ploetz skrev en stor mängd systematiskt ordnade läroböcker i franska och bidrog till studiet av franska inte bara i Tyskland utan även i andra länder, bland annat i Sverige. Särskilt hans Schulgrammatik der französischen Sprache (1848, 30:e upplagan 1887) kom att bli flitigt använd och förebild för många andra läroböcker.